# 크러스너호르커이 라슬로
크러스너호르커이 라슬로(헝가리어: Krasznahorkai László, 1954년 1월 5일 ~ )는 헝가리의 소설가로, 포스트모더니즘과 디스토피아 정서를 주로 다룬다. 2015년 국제 부커상을 수상했다.